# Berentheater (Diergaarde Blijdorp)
Het berentheater is onderdeel van Diergaarde Blijdorp, en kwam naar het ontwerp van architect Sybold van Ravesteyn tot stand in 1939-1941. Het gebouw is gesitueerd aan het zuideinde van de centrale as. Het werd gebouwd in functionalistische stijl, gecombineerd met neobarokke elementen. Het was van oudsher bedoeld om beren in onder te brengen en bestaat uit dierenverblijven met een terras ervoor. Aan weerszijden van de dierenverblijven bevinden zich dienstgebouwen. Het berentheater is een rijksmonument

## Omschrijving
Het Berentheater beslaat een rechthoekige, doch iets halfrond gebogen plattegrond. In het midden bevindt zich het terras dat het bouwvolume aan de noordzijde onderbreekt.
De contouren ervan zijn thans niet meer goed herkenbaar. Van oudsher was het verdiept gelegen betonnen terras aan de voorzijde omgeven door een betonnen borstwering. De zijkanten zijn nog te herkennen aan gestucte zijmuren die vanuit de achterwand naar voren steken. De zijmuren zijn golvend van vorm en worden vooraan beëindigd door een verdikking waarop van oorsprong een bolvormige bekroning aanwezig was. De gestucte achterwand van het theater is vrij gesloten en voorzien een wafelpatroon. In het midden is de ingang naar de verblijven opgenomen terwijl in de hoeken met de zijwanden hoge kolommen zijn opgetrokken in beton.
De gebouwen achter en aan weerszijden van het terras zijn opgetrokken uit gele verblendsteen. Ze worden bekroond door een zadeldak dat deels met rode en deels met gesmoorde dakpannen is bekleed. Aan de kant van de tuin zijn de gevels blind. De verspringende, langgerekte gevel aan de zijde van het dienstterrein kent ter plaatse van het berenterras de oorspronkelijke opstand met een aantal originele rondlichten. De overige gevels zijn gewijzigd. Ter hoogte van de begane grond tonen ze schoon metselwerk en daarboven rabatdelen. De kopgevel aan de oostzijde kent een rechthoekig venster, terwijl de westelijke kopgevel blind is. Aan de westelijke kopgevel bevindt zich een in gele verblendsteen opgetrokken muur eindigend met een gemetselde hekpijler met daarop een natuurstenen kegel.

## Waardering
Het Berentheater is van algemeen belang:
- het object heeft architectuur-historische waarde vanwege het materiaalgebruik, de toegepaste verhoudingen, de vormgeving en de verzorgde detaillering.
- als karakteristiek voorbeeld van multidisciplinaire kunsttoepassingen.
- het object heeft stedenbouwkundige en ensemblewaarde vanwege de functionele situering op de centrale as en vanwege de samenhang met andere complexonderdelen.
- het object heeft visueel-ruimtelijke waarde als beëindiging van de centrale as.[1]

## Afbeeldingen

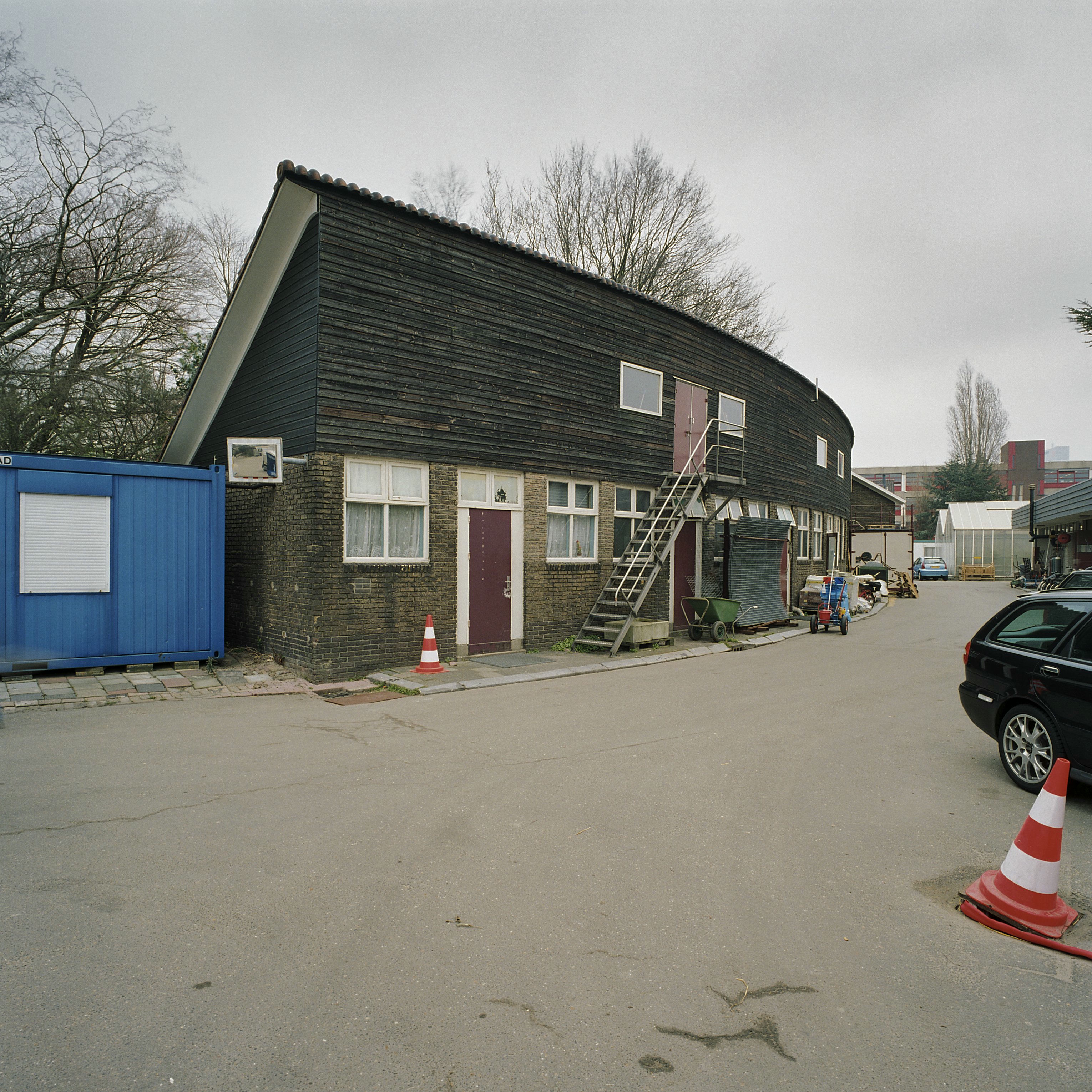
Overzicht dienstgebouw achter het berenverblijf
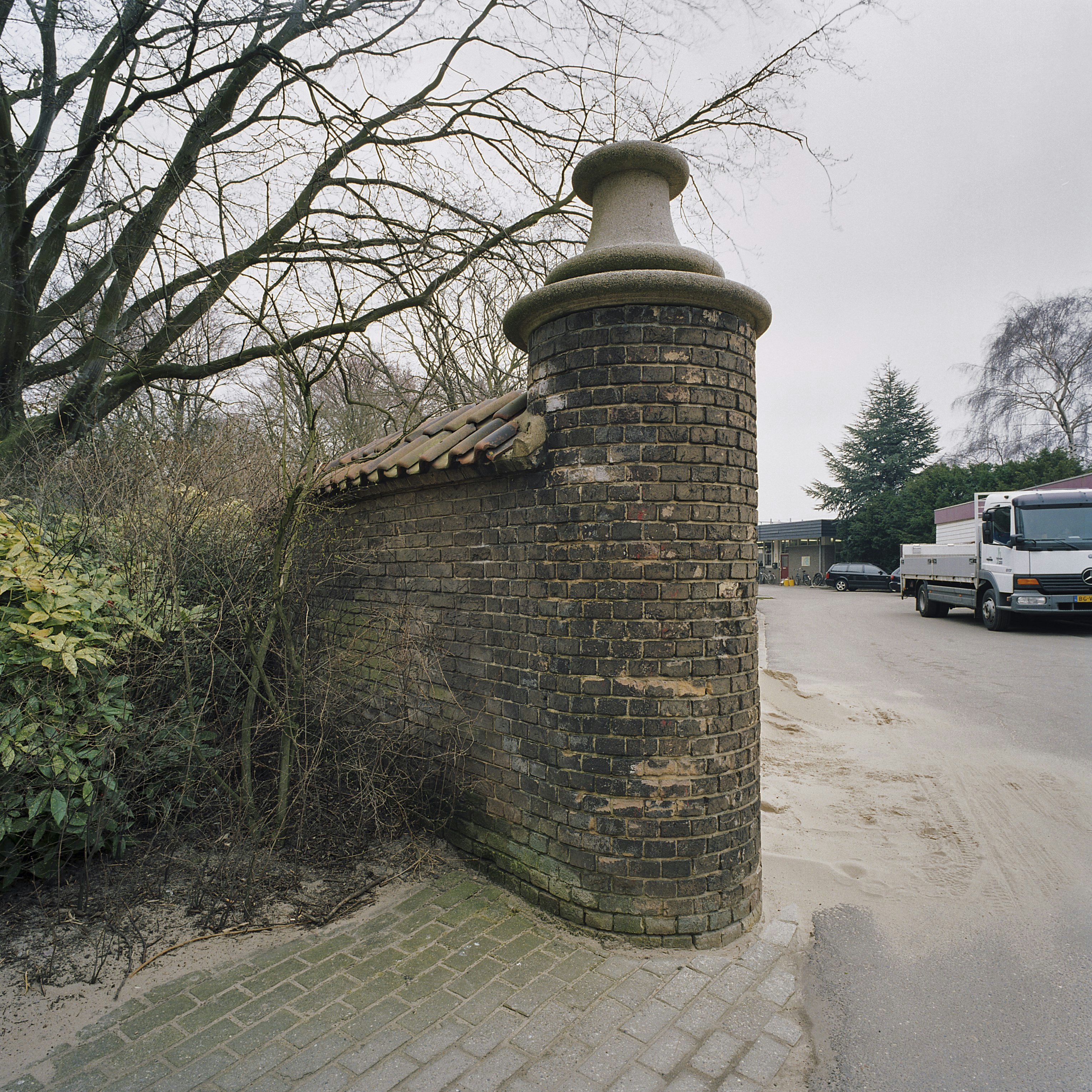
Kolom op grens van het dierentuin terrein
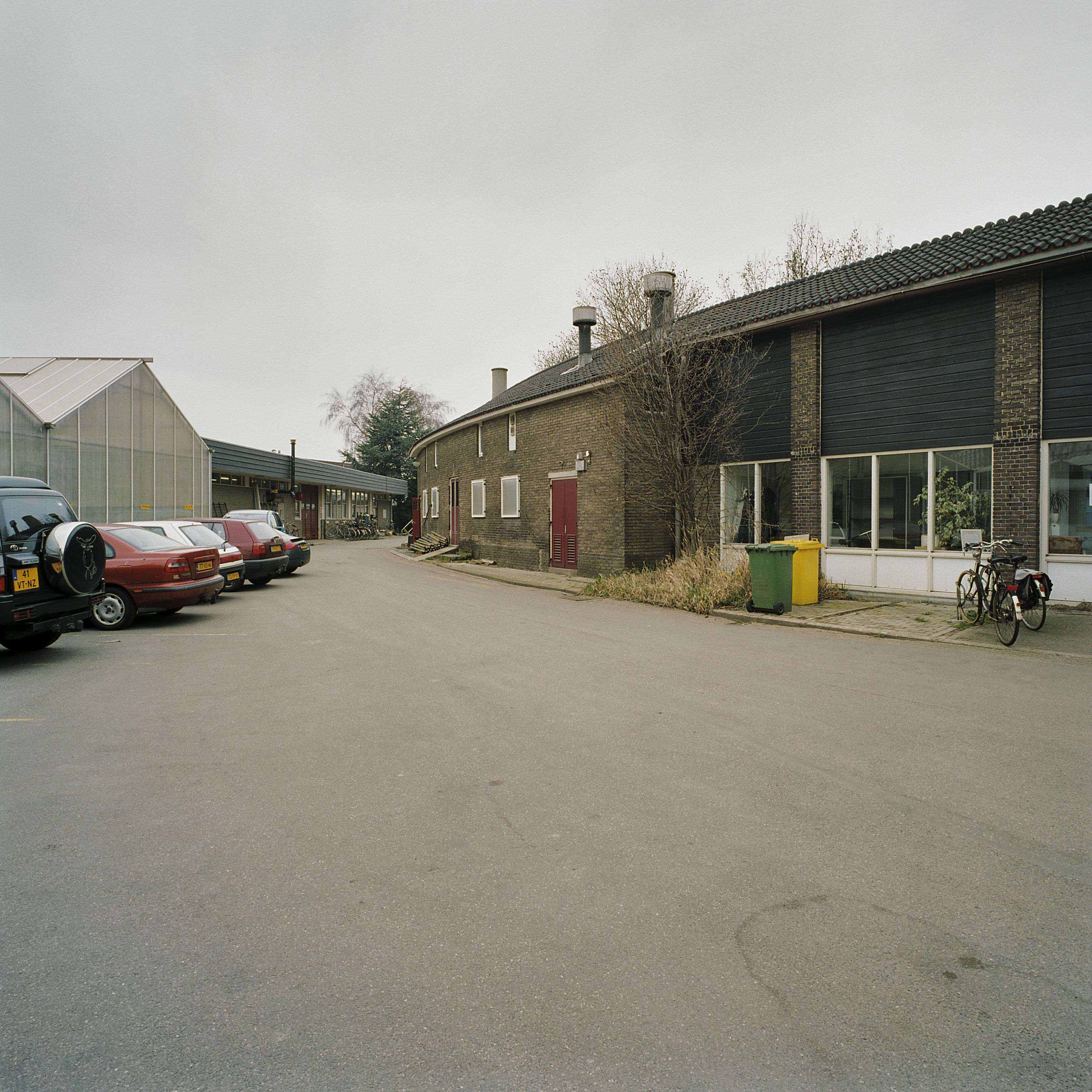
Overzicht dienstgebouw achter het berenverblijf
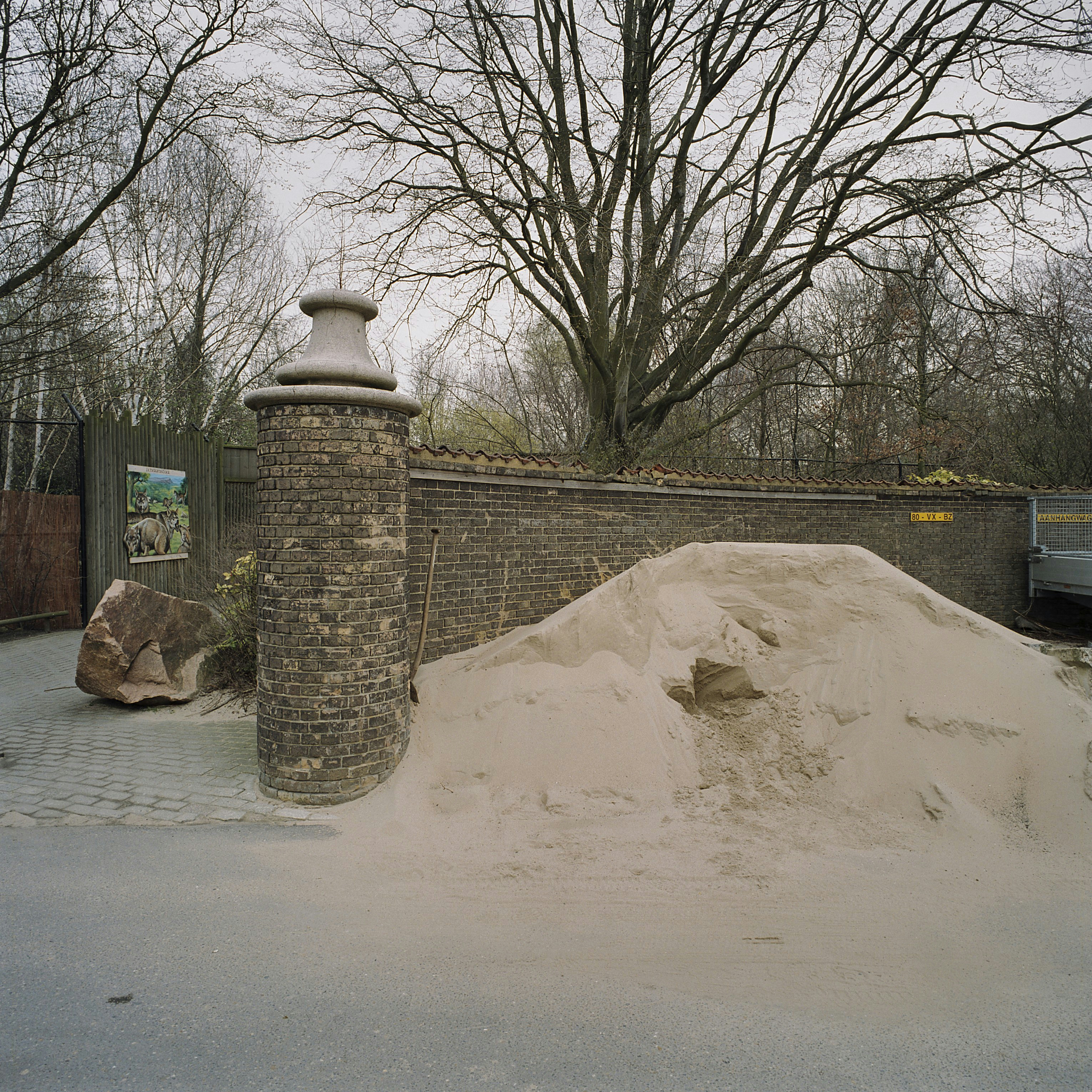
Kolom en muur op grens van het dierentuin terrein